# مونتيبيلو (كيبك)
مونتيبيلو (بالإنجليزية: Montebello, Quebec)‏ هي بلدية محلية في كيبيك تقع في كندا في Papineau Regional County Municipality. يقدر عدد سكانها بـ 978 نسمة ومساحتها 10.50 كم2 .